# Buffy the Vampire Slayer: The Album
Albums de Différents artistes
Once More, with Feeling Soundtrack
Buffy the Vampire Slayer: The Album est un album contenant la bande originale de la série télévisée Buffy contre les vampires. Il contient de la musique issue des quatre premières saisons de la série.

## Liste des pistes
| No  | Titre                                    | Interprète(s)                   | Durée |
| --- | ---------------------------------------- | ------------------------------- | ----- |
| 1.  | Buffy the Vampire Slayer Theme           | Nerf Herder                     | 1:04  |
| 2.  | Teenage FBI                              | Guided by Voices                | 3:19  |
| 3.  | Temptation Waits (en)                    | Garbage                         | 4:39  |
| 4.  | Strong                                   | Velvet Chain (en)               | 4:30  |
| 5.  | I Quit (en)                              | Hepburn                         | 3:56  |
| 6.  | Over My Head                             | Furslide (en)                   | 3:04  |
| 7.  | Lucky                                    | Bif Naked                       | 4:00  |
| 8.  | Keep Myself Awake                        | Black Lab (en)                  | 4:32  |
| 9.  | Virgin State of Mind                     | K's Choice                      | 3:12  |
| 10. | Already Met You                          | Superfine                       | 3:36  |
| 11. | The Devil You Know (God Is a Man)        | Face to Face                    | 3:37  |
| 12. | Nothing but You                          | Kim Ferron                      | 3:58  |
| 13. | It Doesn't Matter                        | Alison Krauss and Union Station | 3:54  |
| 14. | Wild Horses (reprise des Rolling Stones) | The Sundays                     | 4:46  |
| 15. | Pain (Slayer Mix)                        | Four Star Mary                  | 3:40  |
| 16. | Charge                                   | Splendid (en)                   | 3:49  |
| 17. | Transylvanian Concubine                  | Rasputina                       | 2:48  |
| 18. | Close Your Eyes (Buffy/Angel Love Theme) | Christophe Beck                 | 2:47  |